# Собор Різдва Богородиці (Пирятин)
Пирятинський собо́р Різдва́ Богоро́диці — діючий православний (УПЦ МП: Пирятинське благочиння Кременчуцької єпархії) храм у місті Пирятині (районний центр Полтавської області), взірець українського бароко XVIII—XIX століть; найцінніша історико-архітектурна і релігійна пам'ятка міста.
Настоятель Різдвяно-Богородицької церкви — Михайло Олексійович Ціко.

## Опис
Пирятинський собор Різдва Богородиці нині являє собою муровану одноярусну, прямокутну в плані, тридільну споруду.
Фасади завершені карнизом нескладного профілю з трикутними фронтонами. Центральна частина храму перекрита склепінням і завершена восьмигранним барабаном з банею, яка нагадує форми дерев'яних церков.
Поверхня храмових стін прикрашена ліпниною наличників, характерних для українського бароко.
Собор Різдва Богородиці у Пирятині є унікальною та своєрідною спорудою, що тісно пов'язана з дерев'яною монументальною архітектурою.

## З історії храму
Різдво-Богородицький храм був зведений у Пирятині в 1781 році на замовлення полкового осавула А. М. Ільченка. Спершу мав вигляд прямокутника, витягнутого зі сходу на захід і своїми формами повторював традиційні тридільні дерев'яні церкви того часу.
Після перебудов XIX століття собор Різдва Богородиці в Пирятині перетворився на тринавовий п'ятибанний храм.
Попри здійснені в культовій споруді у 1980 році реставраційні роботи за проектом архітектора В. І. Корнеєвої, в СРСР використовувався не запризначення, зокрема останні роки (після реставрації) тут містився місцевий історико-краєзнавчий музей.
У 1990 році пирятинський собор Різдва Богородиці переданий релігійній громаді (УПЦ МП), і нині є діючим храмом Пирятинського благочиння Кременчуцької єпархії.

## Виноски
1. ↑  Список керівників підприємств, організацій та установ району на 01.01.2011 року [Архівовано 18.07.2012, у Archive.is] на Вебсторінка Пирятинської районної державної адміністрації [Архівовано 19 липня 2012 у Archive.is]

## Джерело
- Різдва Богородиці собор // За ред. А. В. Кудрицького. Полтавщина : Енцикл. довід.. — К. : УЕ, 1992. — С. 1024. — ISBN 5-88500-033-6. — с. 836